# Rhys Thomas (rugbista)
Rhys Thomas (Abercynon, 23 aprile 1982) è un rugbista a 15 gallese gioca nel ruolo di tallonatore.
Ha indossato la maglia della Nazionale gallese per la prima volta il 4 giugno 2005 contro gli Stati Uniti (77-3 per i gallesi).
Attualmente gioca nei Cardiff Blues.